# Урдеш (Алба)
Урдеш (рум. Urdeș) насеље је у Румунији у округу Алба у општини Видра. Oпштина се налази на надморској висини од 777 m.

## Становништво
Према подацима из 2002. године у насељу је живело 22 становника, од којих су сви румунске националности.